# Kiermuszyny Wielkie
Kiermuszyny Wielkie ist ein Ort in der polnischen Woiwodschaft Ermland-Masuren, der zur Landgemeinde Banie Mazurskie (Benkheim) im Powiat Gołdapski (Kreis Goldap) gehört.

## Geographie
Kiermuszyny Wielkie liegt im Norden der Góra Klewiny (Klewiener Berge) im Nordosten der Woiwodschaft Ermland-Masuren. Bis zur Kreisstadt Gołdap (Goldap) sind es 15 Kilometer in östlicher Richtung, und der Nachbarort Kiermuszyny Małe (Alt- und Neu Kermuschienen, 1938 bis 1945 Kermenau) ist in wenigen Kilometern in südlicher Richtung zu erreichen.

## Geschichte
Der Ortsname Kiermuszyny Wielkie wird noch nicht gleich nach 1945 erwähnt. Der Ort scheint eine Gründung erst nach dem Zweiten Weltkrieg zu sein, so dass auch ein früherer deutscher Name nicht zuzuordnen ist.
Kiermuszyny Wielkie ist Teil der Gmina Banie Mazurskie im Powiat Gołdapski.

## Religionen
Kirchlich ist der Ort der katholischen Pfarrei in Żabin (Klein Szabienen/Schabienen, 1938 bis 1945 Kleinlautersee) im Bistum Ełk (Lyck) bzw. der evangelischen Pfarrei Suwałki mit der Filialkirche Gołdap in der Diözese Masuren zugeordnet.

## Verkehr
Kiermuszyny Wielkie ist nur auf Landwegen von Stare Gajdzie (Alt Ballupönen, 1938 bis 1945 Schanzenhöhe) bzw. von Radkiejmy (Radtkehmen, 1938 bis 1945 Wittrade) aus zu erreichen. 